# Marcionisme
 (janvier 2018).
Si vous disposez d'ouvrages ou d'articles de référence ou si vous connaissez des sites web de qualité traitant du thème abordé ici, merci de compléter l'article en donnant les références utiles à sa vérifiabilité et en les liant à la section « Notes et références ».

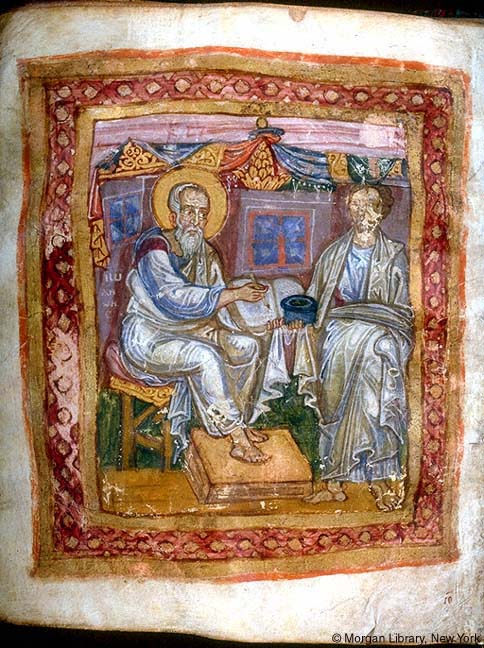
L'apôtre Jean et Marcion de Sinope, peinture sur vélin, XIe siècle, Pierpont Morgan Library.

Le marcionisme est un courant de pensée théologique dans l'Église primitive, et une croyance dualiste issue du gnosticisme suivant laquelle l’évangile du Christ est un évangile de pur Amour, ce qui n'est pas le cas de la Loi ancienne de Moïse et du peuple d’Israël. En conséquence, l’Ancien Testament est rejeté. Le Dieu créateur présent dans l’Ancien Testament n’a rien à voir avec le Dieu d’amour du Nouveau Testament. Croyance professée et propagée à Rome par Marcion de Sinope au IIe siècle de l’ère chrétienne, elle fut déclarée hérétique par l’Église en 144, et Marcion fut excommunié.

## Histoire et doctrine
Marcion de Sinope, chrétien originaire d’Asie mineure (le Pont), arrive à Rome vers 140 où il se joint à la communauté chrétienne. Il développe et professe cependant des vues théologiques contraires à la foi chrétienne. Considérant que Jésus de Nazareth est le Sauveur envoyé par Dieu, et saint Paul son principal apôtre, il estime que la Loi d’amour du Nouveau Testament exclut l’esprit de la Loi qui domine l’Ancien Testament. L’ensemble des livres de l’Ancien Testament est rejeté. À ses dires, cette antinomie totale entre Loi et Grâce ne fut pleinement comprise que par saint Paul.
D’après Marcion, le Dieu hébreu de l’Ancien Testament — Dieu de la Loi — est un « Dieu différent », séparé et secondaire par rapport au Dieu de miséricorde et d’amour du Nouveau Testament. Cette croyance est proche du mouvement gnostique chrétien, fortement dualiste dans sa conception des écritures : d'un côté un Dieu supérieur, spirituel et bon et de l’autre un Dieu inférieur, matériel et mauvais.
Le marcionisme est condamné comme hérésie par l’Église et Marcion excommunié par le presbyterium romain présidé par l'évêque Anicet en 144. Il meurt en 160. Cependant, de ferventes communautés chrétiennes marcionites survécurent jusqu’à la fin du IIIe siècle. Elles sont progressivement absorbées par le mouvement manichéen.

## Influence à l'époque contemporaine
Au XXe siècle, la figure de Marcion est récupérée par les idéologues nazis qui apprécient son antijudaïsme. Ainsi pour Alfred Rosenberg :
« En 150, le Grec Marcion défend l'idée nordique d'un ordre du monde reposant sur une tension organique et des hiérarchies, en opposition avec la représentation sémitique d'une puissance divine arbitraire et de son despotisme sans limite. Pour cette raison il rejette aussi le « livre de la loi » d'une telle « divinité », c'est-à-dire l'ancien testament hébreu. ».
Selon Béatrice de Varine, la doctrine de Marcion a laissé des traces dans les mentalités jusqu'à nos jours.